# گرین (رود آیلند)
گرین (به انگلیسی: Greene) شهری در ایالت رود آیلند کشور ایالات متحده آمریکا است که جمعیت آن در سرشماری سال ۲۰۱۰ میلادی، ۸۸۸ نفر بوده‌است.